# Qatar Ladies Open 2019 - Qualificazioni singolare
Le qualificazioni del singolare femminile del Qatar Ladies Open 2019 sono state un torneo di tennis preliminare per accedere alla fase finale della manifestazione. Le vincitrici dell'ultimo turno sono entrate di diritto nel tabellone principale. In caso di ritiro di una o più giocatrici aventi diritto, a queste sono subentrate le lucky loser, ossia le giocatrici che avevano perso nell'ultimo turno ma che avevano una classifica più alta rispetto alle altre partecipanti che avevano comunque perso nel turno finale.

## Teste di serie
1. Ajla Tomljanović (qualificata)
2. Alison Riske (ultimo turno, lucky loser)
3. Tamara Zidanšek (primo turno)
4. Samantha Stosur (ultimo turno, lucky loser)

1. Eugenie Bouchard (primo turno)
2. Bernarda Pera (secondo turno)
3. Polona Hercog (ultimo turno, lucky loser)
4. Kristýna Plíšková (secondo turno, lucky loser)

## Qualificate
1. Ajla Tomljanović
2. Zhu Lin

1. Karolína Muchová
2. Anna Blinkova

### Lucky loser
1. Alison Riske
2. Polona Hercog
3. Samantha Stosur

1. Lara Arruabarrena
2. Kristýna Plíšková

## Tabellone

### Legenda
| - Q = Qualificato - WC = Wild card - LL = Lucky loser | - ALT = Alternate - SE = Special Exempt - PR = Protected Ranking | - w/o = Walkover - r = Ritirato - d = Squalificato |

### Sezione 1
|  | Primo turno      | Primo turno      | Primo turno      | Primo turno | Primo turno |  |  | Secondo turno | Secondo turno    | Secondo turno    | Secondo turno | Secondo turno |   |   | Ultimo turno | Ultimo turno     | Ultimo turno     | Ultimo turno | Ultimo turno |  |
|  |                  |                  |                  |             |             |  |  |               |                  |                  |               |               |   |   |              |                  |                  |              |              |  |
|  | Ajla Tomljanović |                  |                  |             |             |  |  |               |                  |                  |               |               |   |   |              |                  |                  |              |              |  |
|  | bye              | bye              | bye              | bye         | bye         |  |  | 1             | Ajla Tomljanović | 7                | 6             | 6             |   |   |              |                  |                  |              |              |  |
|  | Sorana Cîrstea   | Sorana Cîrstea   | 6                | 0           | 3           |  |  |               | Shūko Aoyama     | 5                | 7             | 4             |   |   |              |                  |                  |              |              |  |
|  | Shūko Aoyama     | Shūko Aoyama     | 4                | 6           | 6           |  |  |               |                  |                  |               |               |   |   | 1            | Ajla Tomljanović | Ajla Tomljanović | 6            | 6            |  |
|  | Abigail Spears   | Abigail Spears   | Abigail Spears   | 2           | 4           |  |  |               |                  | 7                | Polona Hercog | Polona Hercog | 3 | 4 |              |                  |                  |              |              |  |
|  | Sabina Sharipova | Sabina Sharipova | Sabina Sharipova | 6           | 6           |  |  |               | Sabina Sharipova | Sabina Sharipova | 5             | 5             |   |   |              |                  |                  |              |              |  |
|  | WC               | Julia Elbaba     | Julia Elbaba     | 1           | 3           |  |  | 7             | Polona Hercog    | Polona Hercog    | 7             | 7             |   |   |              |                  |                  |              |              |  |
|  | 7                | Polona Hercog    | Polona Hercog    | 6           | 6           |  |  |               |                  |                  |               |               |   |   |              |                  |                  |              |              |  |

### Sezione 2
|  | Primo turno        | Primo turno        | Primo turno       | Primo turno | Primo turno |  |  | Secondo turno   | Secondo turno   | Secondo turno   | Secondo turno | Secondo turno |   |   | Ultimo turno | Ultimo turno | Ultimo turno | Ultimo turno | Ultimo turno |  |
|  |                    |                    |                   |             |             |  |  |                 |                 |                 |               |               |   |   |              |              |              |              |              |  |
|  | 2                  | Alison Riske       | Alison Riske      | 6           | 6           |  |  |                 |                 |                 |               |               |   |   |              |              |              |              |              |  |
|  |                    | Anna Kalinskaya    | Anna Kalinskaya   | 2           | 2           |  |  | 2               | Alison Riske    | Alison Riske    | 6             | 6             |   |   |              |              |              |              |              |  |
|  | Jennifer Brady     | Jennifer Brady     | Jennifer Brady    | 6           | 6           |  |  |                 | Jennifer Brady  | Jennifer Brady  | 2             | 4             |   |   |              |              |              |              |              |  |
|  | Anhelina Kalinina  | Anhelina Kalinina  | Anhelina Kalinina | 1           | 2           |  |  |                 |                 |                 |               |               |   |   | 2            | Alison Riske | Alison Riske | 2            | 1            |  |
|  | Alexandra Dulgheru | Alexandra Dulgheru | 6                 | 1           | 4           |  |  |                 |                 |                 | Zhu Lin       | Zhu Lin       | 6 | 6 |              |              |              |              |              |  |
|  | Zhu Lin            | Zhu Lin            | 4                 | 6           | 6           |  |  | Zhu Lin         | Zhu Lin         | Zhu Lin         | 6             | 6             |   |   |              |              |              |              |              |  |
|  |                    | Madison Brengle    | 5                 | 6           | 6           |  |  | Madison Brengle | Madison Brengle | Madison Brengle | 1             | 3             |   |   |              |              |              |              |              |  |
|  | 5                  | Eugenie Bouchard   | 7                 | 3           | 4           |  |  |                 |                 |                 |               |               |   |   |              |              |              |              |              |  |

### Sezione 3
|  | Primo turno | Primo turno           | Primo turno           | Primo turno | Primo turno |  |  | Secondo turno      | Secondo turno      | Secondo turno      | Secondo turno    | Secondo turno |   |   | Ultimo turno       | Ultimo turno       | Ultimo turno | Ultimo turno | Ultimo turno |  |
|  |             |                       |                       |             |             |  |  |                    |                    |                    |                  |               |   |   |                    |                    |              |              |              |  |
|  | 3           | Tamara Zidanšek       | 3                     | 6           | 3           |  |  |                    |                    |                    |                  |               |   |   |                    |                    |              |              |              |  |
|  |             | Liudmila Samsonova    | 6                     | 4           | 6           |  |  | Liudmila Samsonova | Liudmila Samsonova | Liudmila Samsonova | 6                | 6             |   |   |                    |                    |              |              |              |  |
|  | WC          | Mariana Ramírez Nieto | Mariana Ramírez Nieto | 1           | 1           |  |  | Lara Arruabarrena  | Lara Arruabarrena  | Lara Arruabarrena  | 2                | 4             |   |   |                    |                    |              |              |              |  |
|  |             | Lara Arruabarrena     | Lara Arruabarrena     | 6           | 6           |  |  |                    |                    |                    |                  |               |   |   | Liudmila Samsonova | Liudmila Samsonova | 1            | 6            | 1            |  |
|  | WC          | Mubaraka Al-Naimi     | Mubaraka Al-Naimi     | 0           | 0           |  |  |                    |                    | Karolína Muchová   | Karolína Muchová | 6             | 3 | 6 |                    |                    |              |              |              |  |
|  |             | Karolína Muchová      | Karolína Muchová      | 6           | 6           |  |  |                    | Karolína Muchová   | 6                  | 4                | 6             |   |   |                    |                    |              |              |              |  |
|  |             | Chan Hao-ching        | Chan Hao-ching        | 3           | 2           |  |  | 8                  | Kristýna Plíšková  | 3                  | 6                | 4             |   |   |                    |                    |              |              |              |  |
|  | 8           | Kristýna Plíšková     | Kristýna Plíšková     | 6           | 6           |  |  |                    |                    |                    |                  |               |   |   |                    |                    |              |              |              |  |

### Sezione 4
|  | Primo turno       | Primo turno          | Primo turno        | Primo turno | Primo turno |  |  | Secondo turno | Secondo turno   | Secondo turno   | Secondo turno | Secondo turno |   |   | Ultimo turno | Ultimo turno    | Ultimo turno | Ultimo turno | Ultimo turno |  |
|  |                   |                      |                    |             |             |  |  |               |                 |                 |               |               |   |   |              |                 |              |              |              |  |
|  | 4                 | Samantha Stosur      | Samantha Stosur    | 6           | 6           |  |  |               |                 |                 |               |               |   |   |              |                 |              |              |              |  |
|  |                   | Xu Shilin            | Xu Shilin          | 2           | 2           |  |  | 4             | Samantha Stosur | Samantha Stosur | 6             | 6             |   |   |              |                 |              |              |              |  |
|  | Varvara Lepchenko | Varvara Lepchenko    | 7                  | 4           | 3           |  |  |               | Tereza Mrdeža   | Tereza Mrdeža   | 3             | 4             |   |   |              |                 |              |              |              |  |
|  | Tereza Mrdeža     | Tereza Mrdeža        | 65                 | 6           | 6           |  |  |               |                 |                 |               |               |   |   | 4            | Samantha Stosur | 6(1)         | 6            | 4            |  |
|  | WC                | Emily Webley-Smith   | Emily Webley-Smith | 2           | 1           |  |  |               |                 |                 | Anna Blinkova | 7             | 3 | 6 |              |                 |              |              |              |  |
|  |                   | Anna Blinkova        | Anna Blinkova      | 6           | 6           |  |  |               | Anna Blinkova   | Anna Blinkova   | 7             | 6             |   |   |              |                 |              |              |              |  |
|  |                   | Veronika Kudermetova | 1                  | 6           | 5           |  |  | 6             | Bernarda Pera   | Bernarda Pera   | 5             | 2             |   |   |              |                 |              |              |              |  |
|  | 6                 | Bernarda Pera        | 6                  | 2           | 7           |  |  |               |                 |                 |               |               |   |   |              |                 |              |              |              |  |